# Charytatywność
Treść tego artykułu może nie być zgodna z zasadami neutralnego punktu widzenia,
ponieważ artykuł pisany jest z perspektywy religijnej, jedyne źródło dostępne online jest związane z religią.
Dokładniejsze informacje o tym, co należy poprawić, być może znajdują się w dyskusji tego artykułu.
 Po wyeliminowaniu niedoskonałości należy usunąć szablon {{Dopracować}} z tego artykułu.

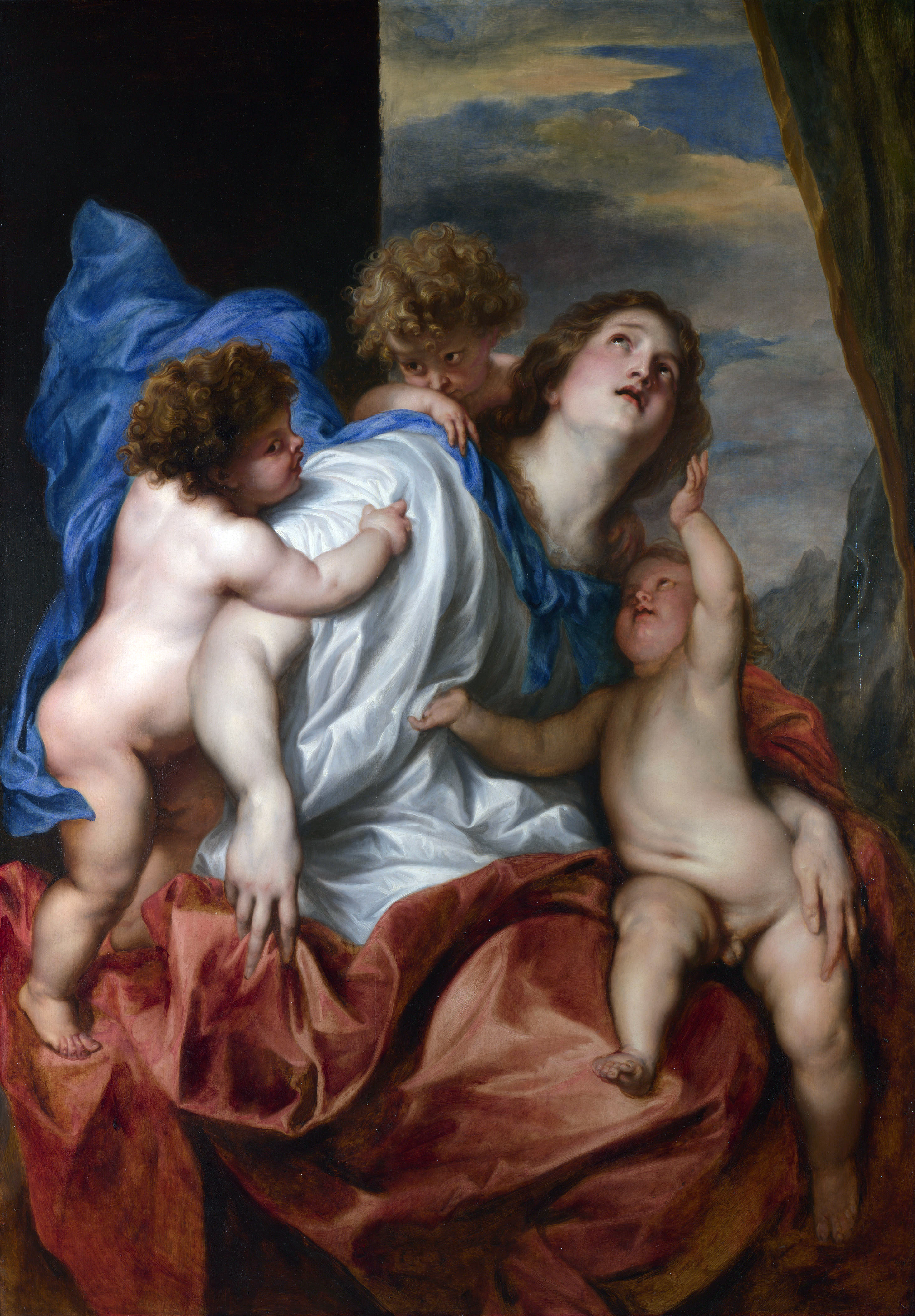
Alegoria charytatywności jako matki trójki dzieci (obraz Antoona van Dycka)

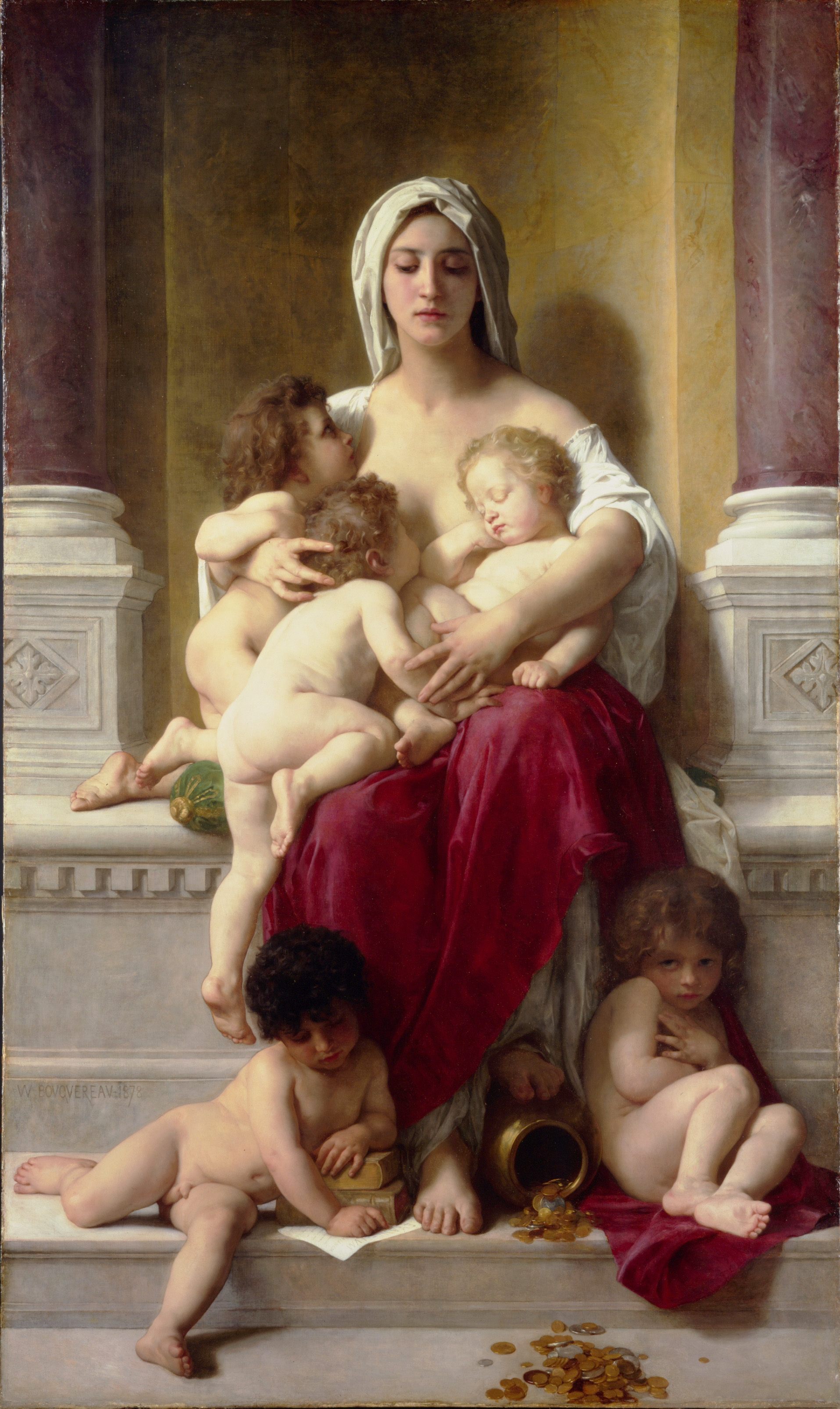
La Charité Williama-Adolphe’a Bouguereau

Charytatywność – cecha działań mających na celu niesienie pomocy jej potrzebującym, w sposób bezinteresowny, dobroczynny, filantropijny.
W ścisłym ujęciu jest to nurt chrześcijańskiej filantropii religijnej. Nazwa wywodzi się od łacińskiego słowa caritas, oznaczającego miłosierdzie lub miłość chrześcijańską wobec ubogich. W potocznym użyciu „charytatywność” i „filantropia” bywają traktowane zamiennie, jednak oba terminy różnią się istotnym aspektem. Źródłem charytatywności jest nakaz religijny, zaś filantropia czerpie inspirację ze świeckiej idei humanitaryzmu.
W religii muzułmańskiej tożsamym nakazem jest zakat, oznaczający jałmużnę dla ubogich, realizowaną głównie w obrębie dżamaat, czyli gminy.
W judaizmie jednym z podstawowych założeń jest cdaka lub gmilut chasadim, czyli dobroczynność, będąca podstawowym nakazem biblijnym i wypełnianiem przykazania boskiego.